# Pravoslavný patriarchát jeruzalémský

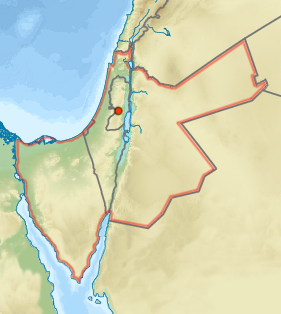
Jurisdikce patriarchátu v rámci pravoslavných církví

Pravoslavný patriarchát jeruzalémský (řecky Πατριαρχείον Ιεροσολύμων, arabsky كَنِيسَة أُورُشَلِيمَ الأُرْثُوذُكسِيَّة‎, hebrejsky הכניסייה האורתודוקסית של ירושלים‎) je součástí společenství pravoslavných církví. Vychází z řecké pravoslavné tradice v oděvu duchovních. Titul patriarchy je řecký pravoslavný patriarcha Jeruzaléma. Jelikož církevní hierarchii patriarchátu od svého vzniku ovládalo řecké duchovenstvo, vytvářelo to opakující se napětí a spory. Ve druhé polovině 19. století takto vzniklo arabské pravoslavné hnutí s cílem arabizace patriarchátu.

## Historie

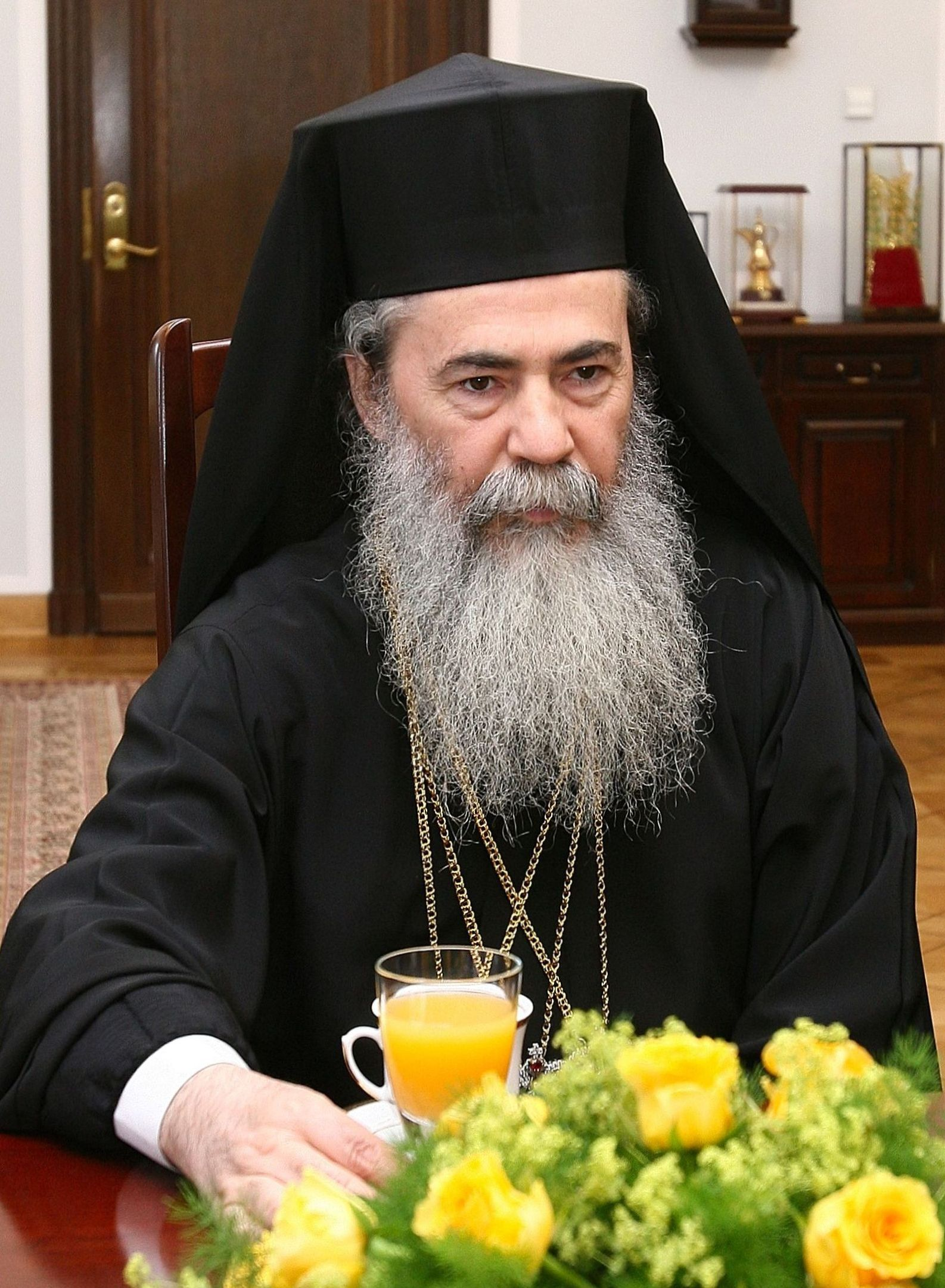
Současný patriarcha Theofilos III.

Církev v Jeruzalémě, přesto že je kolébkou křesťanství, až do 5. století byla sufragánní diecézí Antiochijského patriarchátu.
Roku 451 biskup Juvenál žádal na Chalkedonském koncilu oddělení od Antiochijského patriarchátu a vytvoření vlastního patriarchátu. Tím se celá krajina Syria Palaestina s 58 biskupskými sídly stala součástí nového patriarchátu a ten obsadil páté místo po Římu, Konstantinopoli, Alexandrii a Antiochii. Stal se místem poutníků a poustevníků.
S invazí Peršanů roku 614 a Arabů-muslimů roku 636 vstoupila jeruzalémská církev do éry zkázy a pronásledování. Patriarcha Zachariáš (609-632) byl deportován do Persie a mnoho křesťanů bylo zabito nebo utekli a po celá léta bylo sídlo prázdné (od roku 638).
Roku 1099 byl Jeruzalém osvobozen křižáky. Patriarchát musel trpět latinizaci církve: křižáci ve skutečnosti vytvořili latinský patriarchát, jehož patriarcha nahradil řeckého, který musel uprchnout do Konstantinopole. Roku 1187 byl Jeruzalém znovu dobyt Araby a patriarcha se vrátil na své místo, ale palestinská církev byla více vázána na Byzantskou říši. Latinští patriarchové sídlili nadále v Římě (titulární funkce), až r.1847 byl latinský patriarchát papežem obnoven.
Roku 1517 se Palestina dostala do rukou Osmanské říše: od této doby patriarchát přestal být autokefální církví a po čtyři staletí byl naprosto podřízen Konstantinopolskému patriarchátu. Od roku 1534 všichni patriarchové v Jeruzalémě byli etničtí Řekové.
Na začátku 20. století se stal opět autokefální (tj. nezávislou) církví. V současnosti patriarcha a biskupové pocházejí z Bratrstva svatého hrobu, jeruzalémské klášterní komunity založené v 16. stol., která má 90 řeckých a 4 arabské členy. Oproti tomu ženatí duchovní-diecézní kněží úplně pocházejí z místního arabského obyvatelstva. To vysvětluje, proč se byzantská liturgie slaví v klášterech řecky, zatímco ve farnostech arabsky.
Patriarchát spravuje i komunity v Pásmu Gazy. Během izraelských náletů v říjnu 2023 byl rovněž zasažen a výrazně poškozen i kostel svatého Porfyria, 3. nejstarší kostel na světě. 

## Organizace
Patriarchát má 65 tisíc věřících ve Svaté Zemi. Celkově má asi 130 000 věřících - v Izraeli, Jordánsku a na palestinských územích (2009). Současným patriarchou je Theofilos III. (nar.1952, zvolený 22.8.2005).
Patriarchát zahrnuje: 1 patriarchální sídlo a 3 archieparchie:
- Archieparchie Jeruzalém
- Archieparchie Nazaret
- Archieparchie Ptolemais

Patriarcha je zastoupen dvěma patriarchálními vikáři v Ammánu (hl. městě Jordánska) a Irbetu.
Ve společenství s patriarchátem je autonomní Církev Hory Sinaj se svým Klášterem svaté Kateřiny na hoře Sinaj (v Egyptě): patriarcha osobně světí nového igumena (opata).
Reprezentace patriarchátu (tzv. patriarchální exarcháty) jsou ustanoveny v Aténách, Istanbulu, Nikósii a v Moskvě.